# Sieben Tage (2024)
Sieben Tage (auch Haft Rooz, internationaler englischsprachiger Titel Seven Days) ist ein Filmdrama von Ali Samadi Ahadi. Die Premiere der deutschen Produktion mit Vishka Asayesh in der Hauptrolle als iranische Menschenrechtsaktivistin auf Freigang erfolgte im September 2024 beim Toronto International Film Festival. Der Kinostart in Deutschland war Mitte Mai 2025.

## Handlung
Als der inhaftierten iranischen Menschenrechtsaktivistin Maryam nach einem Herzinfarkt ein siebentägiger Ausgang gewährt wird, damit sie ihren Arzt aufsuchen und sich ausruhen kann, hat sie die Chance, zu ihrer in Deutschland lebenden Familie zu flüchten. Sollte ihr dies gelingen, kann sie ihren Kampf für Gleichheit und Demokratie im Iran jedoch nicht fortsetzen.
Ihr Ehemann Behnam versucht bis zu ihrer Wiedervereinigung bei ihren Kindern die Erinnerungen an die Mutter wach zu halten. Die beiden Teenager sind jedoch schmerzlich verletzt, was dies für Behnam zu keiner leichten Aufgabe macht. Maryam begibt sich unterdessen auf eine gefährliche Reise über die Grenzen, die sie durch die Berge führt.

## Produktion

### Filmstab
Regisseur Ali Samadi Ahadi war zuletzt unter anderem mit dem Animationsfilm Peterchens Mondfahrt im Kino zu sehen. Ahadi wurde 1972 in Täbris im Iran geboren und studierte Sozialwissenschaften, Design für elektronische Medien und Visuelle Kommunikation in Hannover und Kassel. Drehbuchautor und Wahlhamburger Mohammad Rasulof wurde im Frühjahr 2024 bei den Filmfestspielen in Cannes für seinen Film Die Saat des heiligen Feigenbaums mit fünf Preisen ausgezeichnet. Der Film wurde zudem als deutscher Beitrag für die Oscarverleihung 2025 in der Kategorie Bester Internationaler Film ausgewählt. Wie bei Ahadis Animationsfilm Teheran Tabu von 2017, der in der iranischen Hauptstadt spielt, fungierten bei Sieben Tage neben dem Regisseur selbst Frank Geiger, Mohammad Farokhmanesh und Armin Hofmann als Produzenten.

### Besetzung

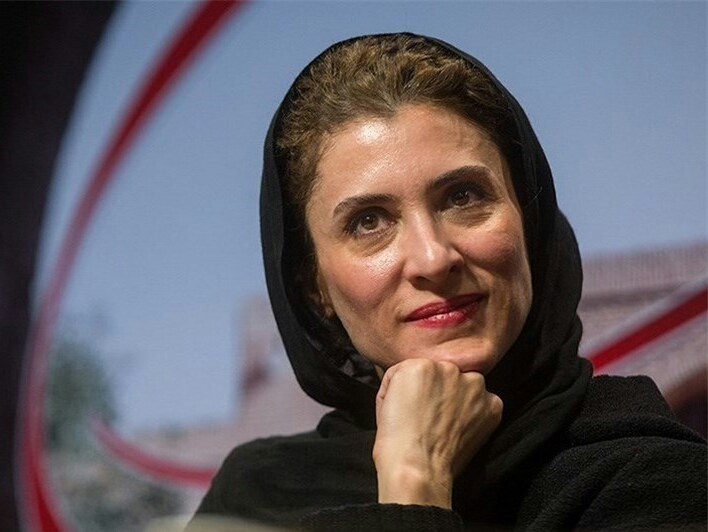
Die iranische Schauspielerin Vishka Asayesh spielt die Menschenrechtsaktivistin Maryam

Die iranische Schauspielerin Vishka Asayesh spielt in der Hauptrolle Maryam, eine Menschenrechtsaktivistin auf Freigang. Sie ist die Nichte des im Januar 2014 verstorbenen Kameramanns Maziar Partow. Der ebenfalls in Teheran geborene Majid Bakhtiari, zuletzt in Filmen wie Morgen sind wir frei von Hossein Pourseifi und Rheingold von Fatih Akin zu sehen, spielt ihren Ehemann Behnam. Sina Parvaneh spielt Maryams Bruder Nima. In weiteren Rollen sind die deutschen Schauspielerinnen Caroline Schreiber und Roxana Samadi zu sehen.

### Filmförderung und Dreharbeiten
Der Film erhielt von der Film- und Medienstiftung NRW eine Produktionsförderung in Höhe von 290.000 Euro, von der MOIN Filmförderung Hamburg Schleswig-Holstein in Höhe von 330.000 Euro, von HessenFilm und Medien in Höhe von 100.000 Euro und vom Deutschen Filmförderfonds in Höhe von 155.649 Euro.
Gedreht wurde in Hamburg und Georgien. Der deutsche Kameramann Mathias Neumann war bereits für Ahadis Pettersson-und-Findus-Filme und zuletzt für eine Reihe von Fernsehmehrteilern tätig.

### Filmmusik und Veröffentlichung
Die Filmmusik komponierte der deutsche Musikproduzent und Keyboarder Ali N. Askin. Er ist besonders für seine Arbeit für Ahadis Teheran Tabu bekannt und war auch für seinen Film Peterchens Mondfahrt tätig. Das Soundtrack-Album mit insgesamt 14 Musikstücken wurde im Mai 2025 von Yatak Records als Download veröffentlicht. Die Musiker Sandro Friedrich (Ney) und Kioomars Musayyebi (Santur) wirkten dabei mit.
Die Premiere des Films war am 7. September 2024 beim Toronto International Film Festival, wo er in der Sektion Centerpiece gezeigt wurde. Dort fand auch eine Vorstellung von Rasulofs Die Saat des heiligen Feigenbaums statt. Ende September, Anfang Oktober 2024 wurde er beim Filmfest Hamburg gezeigt und Ende Januar, Anfang 2025 beim Göteborg Film Festival. Der Kinostart in Deutschland war am 15. Mai 2025.

## Rezeption

### Kritiken
John Lynn schreibt in seiner Kritik für die International Cinephile Society, die Komplexität des Films werde durch seine Metaerzählung noch verstärkt. Damit meint er den Umstand, dass Drehbuchautor Mohammad Rasulof erst kurz zuvor aus dem Iran geflohen war und Regisseur Ali Samadi Ahadi selbiges im Alter von 12 Jahren getan hatte. Beide Männer würden die Folgen politischer Instabilität verstehen, und wie es ist, wenn man seine Familie verlassen muss und aufgrund politischen Widerstands vertrieben wird. Ihre persönlichen Erfahrungen würden dem Film eine rohe, gelebte Authentizität verleihen, und ihre Stimmen würden durch Maryams Kampf und auch in der zugrunde liegenden thematischen Frage des Films deutlich.
Gaby Sikorski, Filmkorrespondentin der Gilde deutscher Filmkunsttheater, schreibt in ihrer Kritik, der Film sei ganz auf Vishka Asayeshs einfühlsame Darstellung der Maryam zugeschnitten. Mit sparsamen Mitteln, aber dennoch klar erkennbar, zeige sie Maryams innere Kämpfe und die Widersprüche, mit denen die Aktivistin konfrontiert ist. Vishka Asayesh mache sie nicht zur Über-Frau, sondern gebe ihr neben ihrer handfesten Energie und ihrem Einsatz für andere auch Zartheit, Verletzlichkeit und Würde.

### Auszeichnungen
Festival des deutschen Films 2025
- Nominierung für den  Rheingold Publikumspreis[17]